# Polypodiodes wattii
Polypodiodes wattii là một loài thực vật có mạch trong họ Polypodiaceae. Loài này được (Bedd.) Ching miêu tả khoa học đầu tiên năm 1978.